# Медведјек (Велике Лашче)
Медведјек (словен. Medvedjek) је насељено место у општини Велике Лашче, Средњесловенска регија, Словенија.

## Историја
До територијалне реорганизације у Словенији био је у саставу града Љубљане, односно старе општине Вич–Рудник.

## Становништво
У попису становништва из 2011. године, Медведјек је имао 18 становника.
| Број становника према пописима | Број становника према пописима | Број становника према пописима |
| ------------------------------ | ------------------------------ | ------------------------------ |
| 1991                           | 2002                           | 2011                           |
| 18                             | 18                             | 18                             |